# Demadiana cerula
Espèce
Synonymes
- Paraplectanoides cerula Simon, 1908

Demadiana cerula est une espèce d'araignées aranéomorphes de la famille des Arkyidae.

## Distribution
Cette espèce est endémique d'Australie-Occidentale.

## Description
Les mâles mesurent de 1,73 à 2,15 mm et les femelles de 1,79 à 2,58 mm.

## Publication originale
- Simon, 1908 : Araneae. 1re partie. Die Fauna südwest-Australiens. Jena, vol. 1, no 12, p. 359-446 (texte intégral).